# Giorgio Moroder

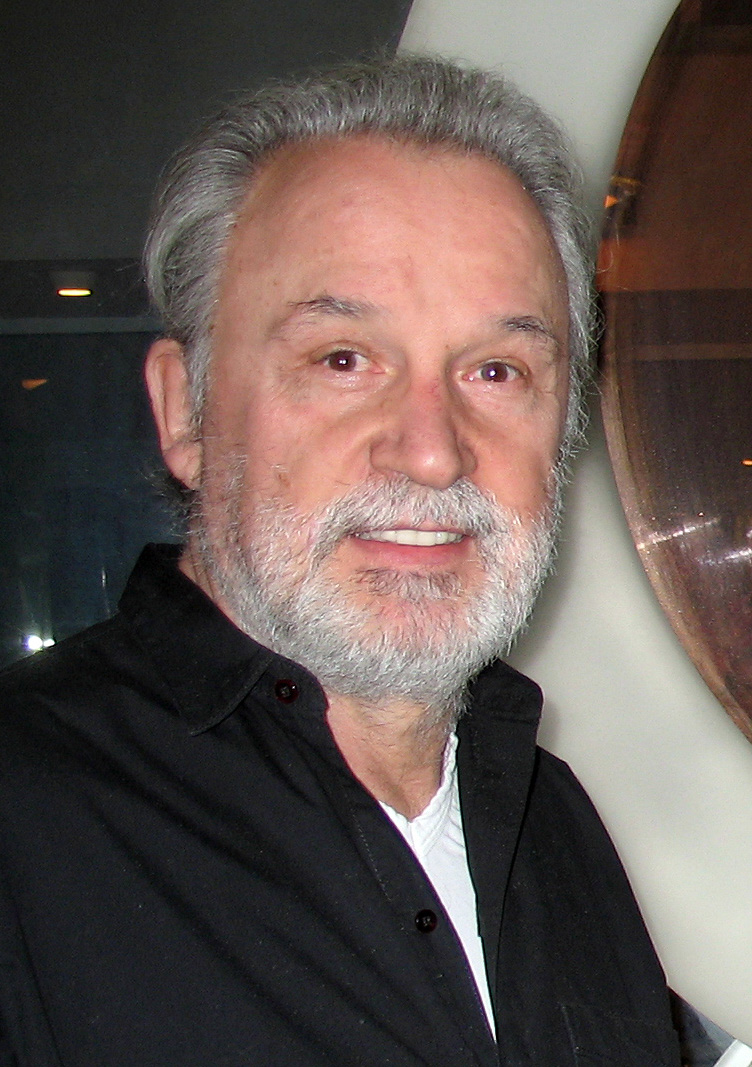
Giorgio Moroder (2007)

Giovanni Giorgio Moroder (* 26. April 1940 in St. Ulrich in Gröden, Südtirol) ist ein italienischer Musikproduzent und Komponist.
Durch seinen gemeinsam mit Donna Summer und Pete Bellotte in den 1970er Jahren in München am Synthesizer komponierten Euro-Disco-Sound gilt er als wegweisender Pionier der elektronischen Tanzmusik. In diesem Zusammenhang wird Moroder auch als „High Priest of Disco“ und „Dance-Music Godfather“ bezeichnet. Später produzierte er von Los Angeles aus Filmmusiken für mehr als 170 Hollywood-Filme.
Mit Songs für Donna Summer wie Love to Love You Baby, I Feel Love oder On the Radio (aus dem Film Jeanies Clique von Regisseur Adrian Lyne), für die Band Blondie (Call Me) aus dem Film Ein Mann für gewisse Stunden von Regisseur Paul Schrader oder Cat People (Putting Out Fire) (David Bowie, aus dem Film Katzenmenschen von Regisseur Paul Schrader), für die er die Musik geschrieben und die er produziert hat, wurde er in den 1970er und 1980er Jahren zum Starproduzenten mit weltweiten Hits und über 100 Gold- und Platin-Schallplatten. Mit ihm als Produzenten unter anderem des Albums Bad Girls sowie der Singles Hot Stuff und Bad Girls wurde Donna Summer 1979 in Deutschland sowie 1979 und 1980 in den USA zur erfolgreichsten Frau in den Hitparaden und Call Me von Blondie zum erfolgreichsten Song des Jahres 1980 in den USA. 2012 wurde I Feel Love in das Nationale Schallplattenverzeichnis der US-Kongressbibliothek aufgenommen; der Song gehört damit zum Klangerbe der USA, das für zukünftige Generationen bewahrt werden soll. Außerdem gewann Giorgio Moroder von 1983 bis 2013 vier Grammys und von 1978 bis 1986 drei Oscars, und zwar für die Filmmusik zu 12 Uhr nachts – Midnight Express (von Regisseur Alan Parker), die erste elektronische Filmmusik, die einen Oscar erhielt, für den Filmsong Flashdance … What a Feeling (Irene Cara) aus dem Film Flashdance (von Regisseur Adrian Lyne) und für den Filmsong Take My Breath Away (Berlin) aus dem Film Top Gun – Sie fürchten weder Tod noch Teufel (von Regisseur Tony Scott).
Giorgio Moroders Filmmusik zeichnet sich dabei dadurch aus, dass der Sound eng mit der Gefühlswelt, dem Ehrgeiz und dem Lifestyle der Filmfiguren verknüpft ist. Vor diesem Hintergrund haben Elemente von Giorgio Moroders Musik zum Film Scarface (von Regisseur Brian De Palma), wie der Song Tony’s Theme, Eingang in den Hip-Hop gefunden. Außerdem komponierte Giorgio Moroder für die Olympischen Spiele 1984 in Los Angeles den offiziellen Olympia-Song Reach Out (Paul Engemann), für die Olympischen Spiele 1988 in Seoul den offiziellen Olympia-Song Hand in Hand (Koreana) und für die Fußball-Weltmeisterschaft 1990 in Italien den offiziellen Song Un’estate italiana (Gianna Nannini und Edoardo Bennato).

## Biografie
Der aus einer ladinischen Familie stammende Moroder, von seiner Mutter Hansjörg genannt, wuchs in Gröden dreisprachig auf (Ladinisch, Deutsch und Italienisch). Darüber hinaus spricht er Englisch. Der bildende Künstler Ulrich Moroder ist sein Bruder.
Er begann bereits als Teenager mit dem Gitarrespiel und tourte ab seinem 19. Lebensjahr mit Bands durch Europa. Er begann seine Karriere im Aachener Scotch-Club. Von 1967 an konzentrierte er sich zunächst aufs Songwriting und Komponieren von Schlagermusik. Unter anderem schrieb er gemeinsam mit Michael Holm einen Hit für Ricky Shayne. Von 1967 bis 1968 lebte Moroder in West-Berlin.

### 1968–1983: Beiträge zu Euro Disco und zur elektronischen Musik

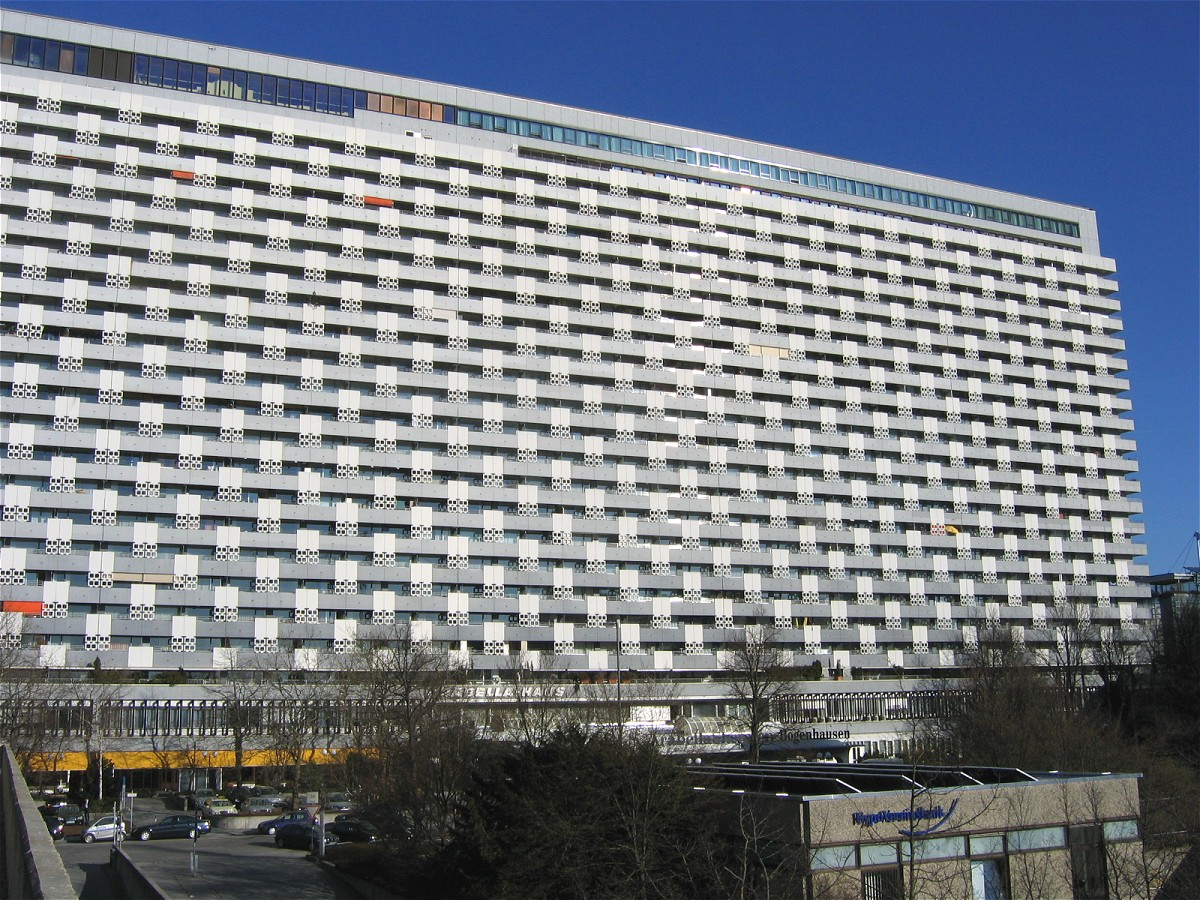
Moroders Musicland Studios befanden sich im Keller des Arabella-Hochhauses in München.

1968 zog Moroder nach München und nahm dort eine Stelle als fest angestellter Produzent bei der Plattenfirma Ariola an. 1969 war er als Giorgio mit der Bubblegum-Nummer Looky, Looky in den französischen, italienischen und spanischen Hitparaden recht erfolgreich. Moroder interessierte sich schon damals für die Musikproduktion, vor allem für die elektronischen Innovationen dieser Jahre. 1970 produzierte er den ersten deutschsprachigen Hit, in dem ein Synthesizer verwendet wurde: Arizona Man in der Version von Mary Roos kletterte bis auf Platz neun der Charts. Anfang 1971 erwarb er einen Moog-Synthesizer. Sein nächster und erster größerer eigener Hit Son of My Father von 1972, bereits gemeinsam mit dem langjährigen Arbeitspartner Pete Bellotte produziert, entstand ebenfalls unter Verwendung des Synthesizers, auch wenn die Elektronik hier noch nicht im Vordergrund stand.
Moroder hatte inzwischen in München sein eigenes Studio eingerichtet, die Musicland Studios, in denen er ab Mitte der 1970er Jahre eine mit Synthesizern produzierte Variante der Discomusik entwickelte, die als Munich Sound populär wurde und mit der er internationale Erfolge feierte. Ab 1973 arbeitete er mit der aus Boston stammenden ehemaligen Musical-Sängerin Donna Summer zusammen. Summer hatte es nach einer Europatour des Hippiemusicals Hair nach München verschlagen, wo sie als alleinerziehende Mutter lebte. Im Team mit dem Arrangeur Harold Faltermeyer, Drummer und Co-Autor Keith Forsey und dem Toningenieur Jürgen Koppers kreierte Moroder für sie seinen energetischen Eurodisco-Sound. Der ausgekoppelte Song The Hostage aus ihrem ersten Soloalbum Lady of the Night von 1974 lief in Holland und Frankreich recht erfolgreich. Der Durchbruch für Summer wie für Moroder kam aber erst 1976 mit dem erotischen Lied Love to Love You, Baby, das von der BBC boykottiert wurde.
Anfang 1976 veröffentlichten Moroder und Bellotte unter dem Bandprojektnamen MLS (Musicland Set) die Instrumental-Single Take Five/Enterprise, die aber ebenso wenig kommerziellen Erfolg hatte wie Einzelgänger, das auf deutsch gesungene Soloalbum Moroders, das er ein Jahr zuvor veröffentlicht hatte und später wieder vom Markt nahm, indem er versuchte, sämtliche noch verbliebenen Exemplare aufzukaufen. Im Februar 1976 erreichte Love to Love You, Baby Platz 2 der US-Charts (Billboard Hot 100), der Disco war geboren. Moroder: „Ich glaube, wir erfanden den Bass-Drum- und Bass-Sound, der Teil der modernen Discomusik wurde.“ Der Produzent räumt dabei ein, aus zahlreichen Quellen geschöpft zu haben, so z. B. vom Philadelphia- oder Philly Soul, vom Motown-Stil, aber auch von zeitgenössischen elektronischen Bands in Deutschland, wie Popol Vuh und Tangerine Dream. Der Titel wurde veröffentlicht, ohne dass der Bassist Dave King als Co-Komponist genannt wurde. Das veranlasste King zu einem Rechtsstreit gegen Giorgio Moroder, den King jedoch nach einigen Jahren verlor. Er hatte angegeben, die Basslauf-Figur auf der Single sei seine Erfindung gewesen, nicht die Moroders, und habe dem Musiktitel erst als prägendes Element zu weltweitem Erfolg verholfen.

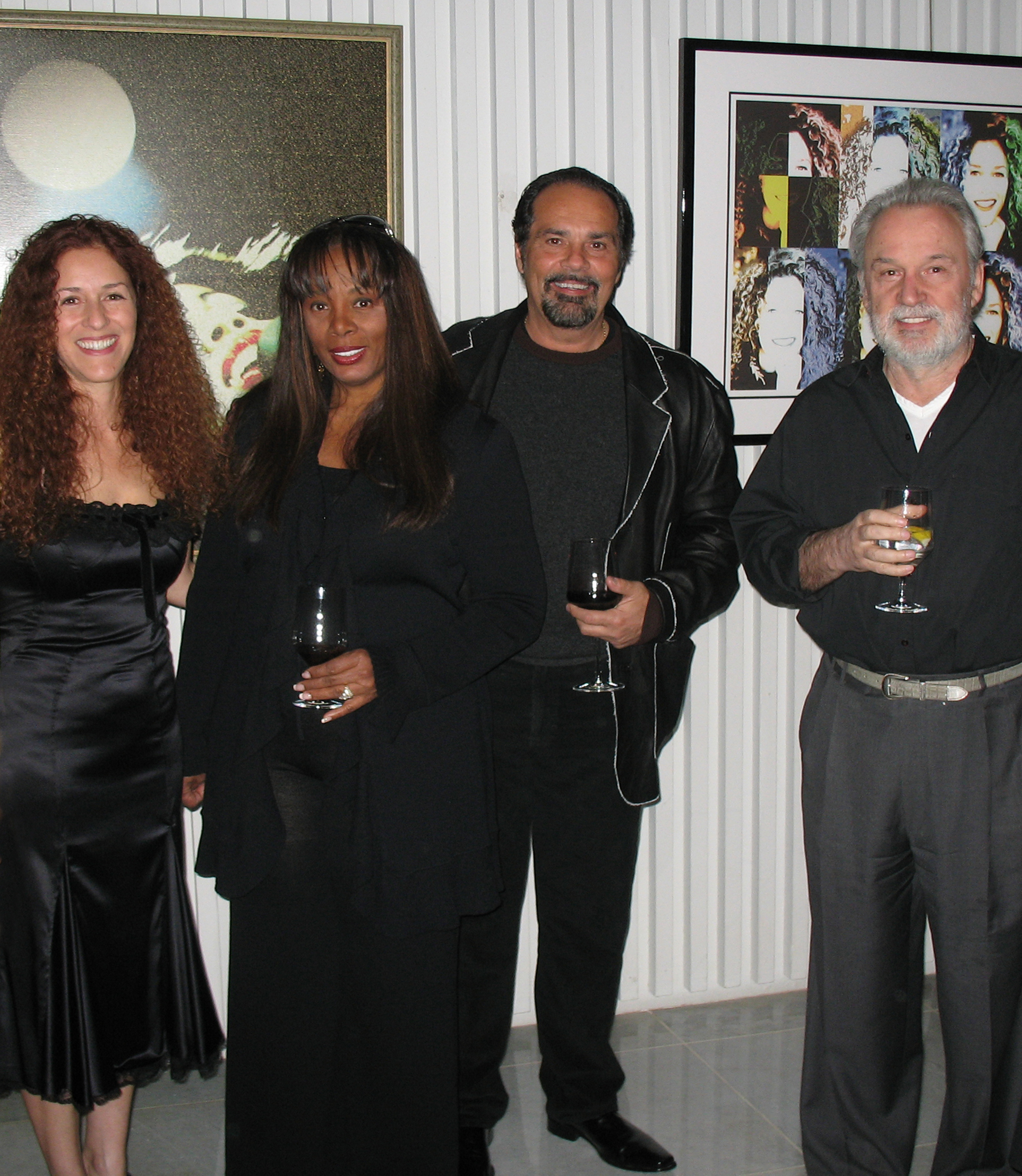
Giorgio Moroder mit Donna Summer und deren zweitem Ehemann Bruce Sudano. Links Moroders Ehefrau Francisca Gutierrez.

Die elektronischen Einflüsse waren noch deutlicher 1977 auf dem von Moroder produzierten Donna-Summer-Hit I Feel Love zu hören. Der Song kletterte im Juli des Jahres auf die Spitzenposition der britischen Charts. Der sich durch seine repetitiven Synthesizer-Loops auszeichnende Track wird zu den einflussreichsten Pionierstücken der elektronischen Tanzmusik und als bedeutender Vorläufer der House- und Techno-Musik gezählt. I Feel Love führte erneut zu einem Rechtsstreit, dieses Mal von Seiten Eberhard Schoeners, der reklamierte, die Synthesizer-Sequenz habe sich Moroder bei ihm abgeschaut; auch dieses Mal gewann Moroder.
Im Zuge des weltweiten Erfolgs von Moroders elektronischer Discomusik wollten dann auch zahlreiche Bands und Musiker wie The Rolling Stones, Led Zeppelin, Queen, Freddie Mercury, Electric Light Orchestra oder Deep Purple den Munich Sound und kamen nach München, um in den Musicland Studios ihre Alben aufzunehmen.

### 1984–1993: Erfolge mit Filmmusik
1978 übersiedelte Moroder in die USA und komponierte den Soundtrack zu dem Hollywood-Film 12 Uhr nachts – Midnight Express, sein erster Versuch auf diesem Gebiet wurde sofort mit einem Oscar belohnt. Insgesamt komponierte und produzierte er im Anschluss über ein Dutzend Filmmusiken, darunter für bekannte Werke wie Top Gun, Scarface, Katzenmenschen, Flashdance und American Gigolo. Für den Soundtrack zu Die unendliche Geschichte schrieb und produzierte er den Song The NeverEnding Story, der 1984 erschien und zu einem weltweiten Hit wurde. Außerdem steuerte er für die Olympischen Spiele von Los Angeles 1984 mit Reach Out den offiziellen Song bei, ebenso für die Olympischen Sommerspiele 1988 in Seoul (Hand in Hand) sowie für die Fußball-Weltmeisterschaft 1990 (Un’estate italiana). 1992 komponierte er für die Zeichentrickserie Als die Tiere den Wald verließen die Abspannmusik mit dem Titel Gib niemals auf. Der Song Forever Friends für die Olympischen Sommerspiele 2008 in Peking stammt ebenfalls von ihm.
Giorgio Moroder arbeitete in seiner Karriere mit zahlreichen Größen des Musikgeschäfts zusammen, beispielsweise mit den Sparks, Elton John, den Three Degrees, David Bowie, Philip Oakey, Freddie Mercury, Blondie, Barbra Streisand, Pat Benatar, Roger Daltrey, Chaka Khan und Cher. Er remixte u. a. Musik der Eurythmics und von Heaven 17. Ihm wurden drei Oscars, drei Grammys und vier Golden Globes verliehen. Seine Musikproduktionen gaben dabei immer Anlass zu Spekulationen über die angeblich seelenlose „Music-Machine“ als Grundlage seiner Musik. „Ich bin Produzent, kein Politiker“, erklärte Moroder nüchtern, „also mache ich Musik und keine Storys.“ Neben dem Musikgeschäft widmet sich Giorgio Moroder seit einigen Jahren computergenerierter Video- und Fotokunst, ferner war er an einem Supersportwagen-Projekt beteiligt, dem Cizeta Moroder.
Moroders musikalischer Beitrag zur umstrittenen 1984er-Neufassung des Stummfilm-Klassikers Metropolis verprellte manchen, der bleibende Einfluss seiner Arbeit auf neuere Musikrichtungen wie Techno, House oder EDM wird jedoch anerkannt. 1987 produzierte er das Duett von Falco und Brigitte Nielsen Body Next to Body. Ein recht bekannter Titel entstand im Jahr 2000: ein Trance-Remix von Jam & Spoon seines 1970er-Jahre-Titels Chase.
Giorgio Moroder lebt mit seiner mexikanischen Frau Francisca Gutierrez in Los Angeles (Beverly Hills). Er ist Vater eines 1989 geborenen Sohnes. In Gröden besitzt er ein Haus, das er zu Urlaubszwecken nutzt.

### Seit 2012: Kollaborationen und Remixe

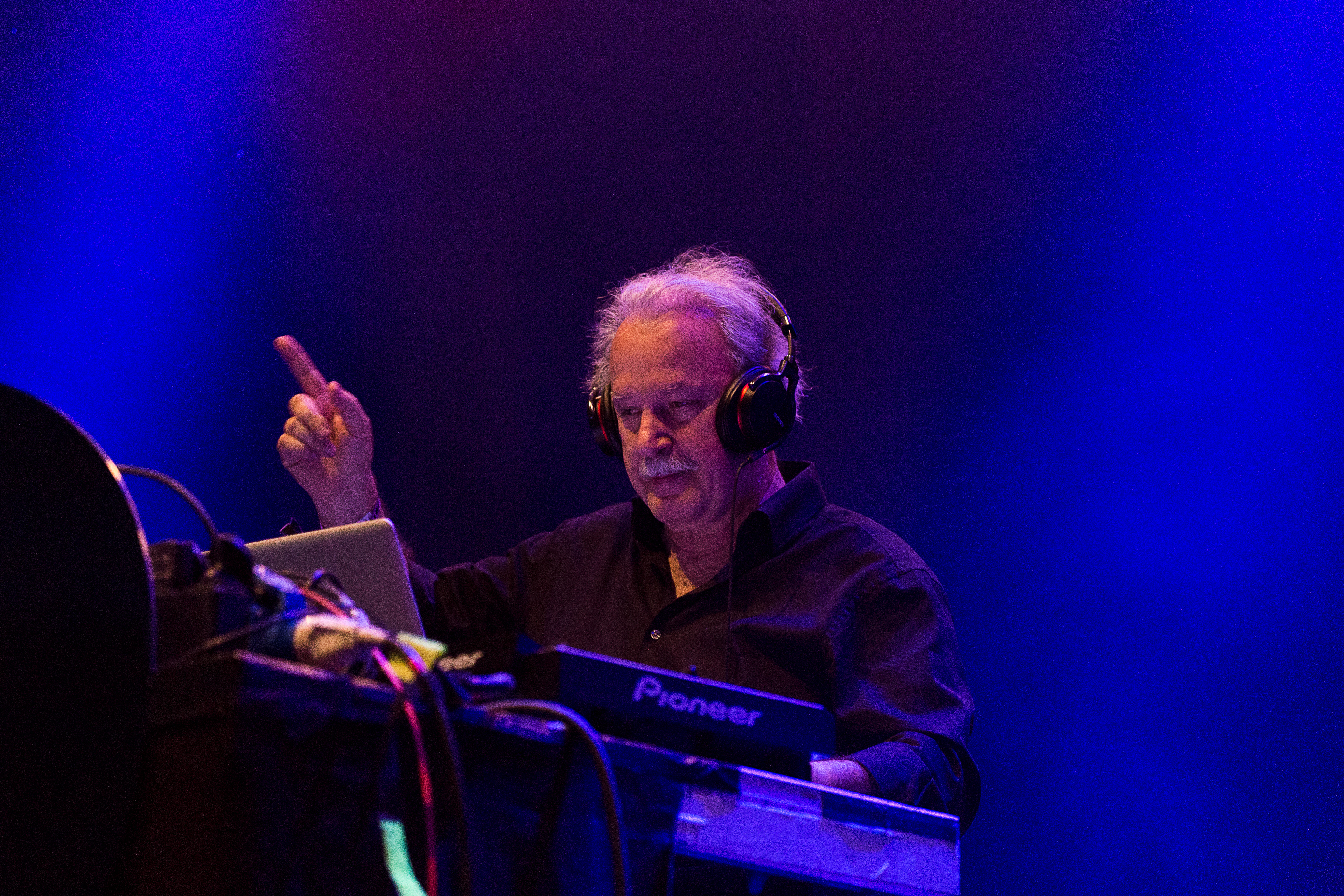
Giorgio Moroder beim Melt! Festival 2015.

Seit 2012 betätigte sich Moroder erstmals auch als DJ auf Festivals und Modenschauen.
Moroder war einer der Stargäste beim Daft-Punk-Album Random Access Memories, das am 17. Mai 2013 bei Columbia Records erschien: In einer Aufnahmekabine ließen Daft Punk Moroder über sein Leben erzählen. Die Kabine war mit verschiedenen Mikrofonmodellen ausgestattet, die jeweils typisch für ihre Zeit waren – von den 1960er Jahren bis heute –, wobei die Intention von Daft Punk war, jeweils das Mikrofon zu verwenden, das aus der Zeit stammt, über die Moroder gerade erzählt. Teile des aufgenommenen Monologs wurden für den Song Giorgio by Moroder verwendet. Außer dieser Vokal-Aufnahme hat Moroder an dem Album nicht mitgewirkt.
Im Sommer 2014 veröffentlichte Moroder zwei neue Werke, seinen offiziellen Remix von Coldplays Midnight und eine neue Single (Giorgio’s Theme).
2015 erschien ein neues Album von Moroder, Déjà Vu, auf dem unter anderem Kylie Minogue, Britney Spears, Sia, Charli XCX, Mikky Ekko, Foxes und Matthew Koma zu hören sind. Die erste Single-Auskopplung mit Kylie Minogue war Right Here, Right Now. 2021 produzierte er gemeinsam mit Erol Alkan das Album Future Past von Duran Duran.

## Trivia
- Sein Album Einzelgänger (1975) gehört zu den Raritäten auf Musikbörsen; gut erhaltene Originale erreichen hohe Erlöse.[38]
- Moroder war zeitweise am Projekt des Supersportwagens Cizeta V16T beteiligt und besaß bis 2022 den Prototyp, der noch den Namen „Cizeta-Moroder“ trug.
- In dem PSP-&-PS2 Spiel Grand Theft Auto: Liberty City Stories wird in dem Radiosender „Flashback FM“ Giorgio Moroders Musik gespielt, auch The Chase (von 12 Uhr nachts – Midnight Express).
- Sein 1975 vertontes deutsches Vaterunser wurde in einzelnen deutschsprachigen römisch-katholischen Diözesen in den Eigenteil des Gotteslobs aufgenommen, nicht aber in die Gesamtausgabe. In den österreichischen Diözesen trägt es die Nummer 779, im Bistum Regensburg die Nr. 739.
- Moroders Filmmusik zu Impressionen unter Wasser (2002), dem letzten Film von Leni Riefenstahl, wird im Comic Ein Fischfilm wird gezeigt (2004) von Katz & Goldt behandelt.[39]

## Diskografie

### Studioalben
| Jahr | Titel                             | Höchstplatzierung, Gesamtwochen, AuszeichnungChartplatzierungen (Jahr, Titel, Platzierungen, Wochen, Auszeichnungen, Anmerkungen) | Höchstplatzierung, Gesamtwochen, AuszeichnungChartplatzierungen (Jahr, Titel, Platzierungen, Wochen, Auszeichnungen, Anmerkungen) | Höchstplatzierung, Gesamtwochen, AuszeichnungChartplatzierungen (Jahr, Titel, Platzierungen, Wochen, Auszeichnungen, Anmerkungen) | Höchstplatzierung, Gesamtwochen, AuszeichnungChartplatzierungen (Jahr, Titel, Platzierungen, Wochen, Auszeichnungen, Anmerkungen) | Höchstplatzierung, Gesamtwochen, AuszeichnungChartplatzierungen (Jahr, Titel, Platzierungen, Wochen, Auszeichnungen, Anmerkungen) | Höchstplatzierung, Gesamtwochen, AuszeichnungChartplatzierungen (Jahr, Titel, Platzierungen, Wochen, Auszeichnungen, Anmerkungen) | Anmerkungen                         |
| Jahr | Titel                             | DE | AT | CH | UK | US | IT | Anmerkungen                         |
| ---- | --------------------------------- | --- | --- | --- | --- | --- | --- | ----------------------------------- |
| 1969 | That’s Bubblegum – That’s Giorgio | — | — | — | — | — | — |                                     |
| 1970 | Giorgio                           | — | — | — | — | — | — |                                     |
| 1972 | Son of My Father                  | — | — | — | — | — | — |                                     |
| 1973 | Giorgio’s Music                   | — | — | — | — | — | — |                                     |
| 1975 | Einzelgänger                      | — | — | — | — | — | — |                                     |
| 1976 | Knights in White Satin            | — | — | — | — | — | — |                                     |
| 1977 | From Here to Eternity             | — | AT20 (16 Wo.)AT | — | — | US130 (7 Wo.)US | — | Erstveröffentlichung: 22. Juli 1977 |
| 1978 | Love’s in You, Love’s in Me       | — | — | — | — | — | — | mit Chris Bennett                   |
| 1979 | E=MC²                             | — | — | — | — | — | — |                                     |
| 1983 | Solitary Men                      | — | — | — | — | — | — | mit Joe Esposito                    |
| 1985 | Innovisions                       | — | — | — | — | — | — |                                     |
| 1985 | Philip Oakey & Giorgio Moroder    | — | — | — | UK52 (5 Wo.)UK | — | — | mit Philip Oakey                    |
| 1990 | To Be Number One                  | — | — | — | — | — | IT10 (10 Wo.)IT | Giorgio Moroder Project             |
| 1992 | Forever Dancing                   | — | — | — | — | — | — |                                     |
| 2015 | Déjà Vu                           | DE31 (1 Wo.)DE | AT72 (1 Wo.)AT | CH22 (1 Wo.)CH | UK30 (1 Wo.)UK | US72 (1 Wo.)US | IT18 (7 Wo.)IT | Erstveröffentlichung: 12. Juni 2015 |

grau schraffiert: keine Chartdaten aus diesem Jahr verfügbar

### Soundtracks
| Jahr | Titel                     | Höchstplatzierung, Gesamtwochen, AuszeichnungChartplatzierungen (Jahr, Titel, Platzierungen, Wochen, Auszeichnungen, Anmerkungen) | Höchstplatzierung, Gesamtwochen, AuszeichnungChartplatzierungen (Jahr, Titel, Platzierungen, Wochen, Auszeichnungen, Anmerkungen) | Höchstplatzierung, Gesamtwochen, AuszeichnungChartplatzierungen (Jahr, Titel, Platzierungen, Wochen, Auszeichnungen, Anmerkungen) | Höchstplatzierung, Gesamtwochen, AuszeichnungChartplatzierungen (Jahr, Titel, Platzierungen, Wochen, Auszeichnungen, Anmerkungen) | Höchstplatzierung, Gesamtwochen, AuszeichnungChartplatzierungen (Jahr, Titel, Platzierungen, Wochen, Auszeichnungen, Anmerkungen) | Höchstplatzierung, Gesamtwochen, AuszeichnungChartplatzierungen (Jahr, Titel, Platzierungen, Wochen, Auszeichnungen, Anmerkungen) | Anmerkungen                                                                                                   |
| Jahr | Titel                     | DE | AT | CH | UK | US | IT | Anmerkungen                                                                                                   |
| ---- | ------------------------- | --- | --- | --- | --- | --- | --- | --- |
| 1978 | Midnight Express OST      | — | — | — | — | US59 (26 Wo.)US | — | Soundtrack zum Film 12 Uhr nachts – Midnight Express                                                          |
| 1980 | American Gigolo OST       | — | — | — | — | US7 Gold · (25 Wo.)US | — | Soundtrack zum Film Ein Mann für gewisse Stunden                                                              |
| 1982 | Cat People OST            | — | — | — | — | US47 (14 Wo.)US | — | Soundtrack zum Film Katzenmenschen                                                                            |
| 1984 | Metropolis OST            | DE50 (7 Wo.)DE | — | CH30 (1 Wo.)CH | — | US110 (13 Wo.)US | — | Soundtrack zu einer 1984 bearbeiteten Fassung des Films Metropolis (ursprünglich von 1927)                    |
| 1984 | The NeverEnding Story OST | — | — | — | — | — | IT8 (8 Wo.)IT | Soundtrack zum Film Die unendliche Geschichte amerikanische Version mit Klaus Doldinger Charteinstieg IT 1985 |

grau schraffiert: keine Chartdaten aus diesem Jahr verfügbar
Weitere Soundtracks und Filmmusik
- 1978: Music from “Battlestar Galactica” and Other Original Compositions
- 1979: Jeanies Clique (Foxes) OST
- 1983: Flashdance OST
- 1988: Mamba OST
- 1988: Another Way: D-Kikan-Joho (Another Way) OST
- 1990: Die unendliche Geschichte II – Auf der Suche nach Phantásien (The NeverEnding Story II: The Next Chapter) OST
- 2016: Tron RUN/r OST
- 2018: Queen of the South OST

### Kompilationen
- 1985: From Here to Eternity … and Back
- 1996: 16 Early Hits
- 2001: The Best of Giorgio Moroder
- 2012: On the Groove Train – Pop & Dance Rarities 1975–1993
- 2013: On the Groove Train – Volume 2 – 1974–1985
- 2013: Schlagermoroder Volume 1 1966–1975
- 2013: Schlagermoroder Volume 2 1965–1976
- 2013: Best of Electronic Disco
- 2016: Space Ibiza 1989–2016 (mit Erick Morillo und Mark Brown)

### Singles
| Jahr | Titel Album                                       | Höchstplatzierung, Gesamtwochen, AuszeichnungChartplatzierungen (Jahr, Titel, Album, Platzierungen, Wochen, Auszeichnungen, Anmerkungen) | Höchstplatzierung, Gesamtwochen, AuszeichnungChartplatzierungen (Jahr, Titel, Album, Platzierungen, Wochen, Auszeichnungen, Anmerkungen) | Höchstplatzierung, Gesamtwochen, AuszeichnungChartplatzierungen (Jahr, Titel, Album, Platzierungen, Wochen, Auszeichnungen, Anmerkungen) | Höchstplatzierung, Gesamtwochen, AuszeichnungChartplatzierungen (Jahr, Titel, Album, Platzierungen, Wochen, Auszeichnungen, Anmerkungen) | Höchstplatzierung, Gesamtwochen, AuszeichnungChartplatzierungen (Jahr, Titel, Album, Platzierungen, Wochen, Auszeichnungen, Anmerkungen) | Höchstplatzierung, Gesamtwochen, AuszeichnungChartplatzierungen (Jahr, Titel, Album, Platzierungen, Wochen, Auszeichnungen, Anmerkungen) | Anmerkungen                                                                                            |
| Jahr | Titel Album                                       | DE | AT | CH | UK | US | IT | Anmerkungen                                                                                            |
| ---- | ------------------------------------------------- | --- | --- | --- | --- | --- | --- | --- |
| 1969 | Looky, Looky That’s Bubblegum – That’s Giorgio    | DE26 Gold · (8 Wo.)DE | — | CH3 (19 Wo.)CH | — | — | — | Erstveröffentlichung: 24. März 1969 B-Seite: Happy Birthday Verkäufe: + 1.000.000                      |
| 1969 | Moody Trudy That’s Bubblegum – That’s Giorgio     | DE31 (6 Wo.)DE | — | — | — | — | — | Erstveröffentlichung: 17. Dezember 1969 B-Seite: Stop                                                  |
| 1971 | Underdog Son of My Father                         | DE22 (12 Wo.)DE | — | — | — | — | — | Erstveröffentlichung: 3. Februar 1971 B-Seite: Watch Your Step                                         |
| 1972 | Son of My Father                                  | DE47 (2 Wo.)DE | — | — | — | US46 (8 Wo.)US | — | Erstveröffentlichung: 23. September 1971 B-Seite: Underdog                                             |
| 1977 | From Here to Eternity                             | DE29 (10 Wo.)DE | AT8 (12 Wo.)AT | — | UK16 (10 Wo.)UK | — | — | Erstveröffentlichung: 2. September 1977 B-Seite: Utopia – Me Giorgio                                   |
| 1978 | Chase Midnight Express OST                        | — | — | — | UK48 (6 Wo.)UK | US33 (12 Wo.)US | — | Erstveröffentlichung: 29. Dezember 1978 B-Seite: (Theme from) Midnight Express                         |
| 1984 | Reach Out Innovisions                             | DE1 (14 Wo.)DE | — | CH2 (11 Wo.)CH | — | US81 (4 Wo.)US | — | Erstveröffentlichung: Juli 1984 feat. Paul Engemann offizielle Hymne der Olympischen Sommerspiele 1984 |
| 1984 | Together in Electric Dreams Electric Dreams       | — | — | — | UK3 Platin · (19 Wo.)UK | — | — | Erstveröffentlichung: September 1984 mit Philip Oakey erneuter Charteintritt in UK 2012 (Platz 46)     |
| 1984 | American Dream Innovisions                        | DE36 (7 Wo.)DE | — | — | — | — | — | mit Paul Engemann B-Seite: Too Hot to Touch                                                            |
| 1985 | Good-Bye Bad Times Philip Oakey & Giorgio Moroder | — | — | — | UK44 (5 Wo.)UK | — | — | Erstveröffentlichung: 17. Juni 1985 mit Philip Oakey                                                   |
| 1985 | Be My Lover Now Philip Oakey & Giorgio Moroder    | — | — | — | UK91 (1 Wo.)UK | — | — | Erstveröffentlichung: 12. August 1985 mit Philip Oakey                                                 |
| 1990 | To Be Number One                                  | — | — | — | — | — | IT2 (18 Wo.)IT | Giorgio Moroder Project                                                                                |
| 1992 | Carry On Forever Dancing                          | — | — | — | UK65 (2 Wo.)UK | — | — | mit Donna Summer                                                                                       |
| 2000 | The Chase –                                       | DE44 (5 Wo.)DE | — | CH75 (5 Wo.)CH | UK46 (2 Wo.)UK | — | IT25 (1 Wo.)IT | Erstveröffentlichung: 17. Januar 2000 vs. Jam & Spoon                                                  |
| 2000 | Last Night –                                      | DE70 (9 Wo.)DE | — | CH89 (2 Wo.)CH | — | — | — | Giorgio Moroder Project pres. Gloria Gaynor                                                            |

grau schraffiert: keine Chartdaten aus diesem Jahr verfügbar
Weitere Singles
| - 1965: Cerca (Di Scordare) / Shaba-Dahba-Dahbadah - 1965: Baby Courreges / Warum Hoer’ Ich Nichts Von Dir (als Rock Romance) - 1966: Stop / Believe in Me - 1966: Bla, Bla Diddly / How Much Longer Must I Wait, Wait (Giorgio and the Morodians) - 1966: Bla, Bla Diddly / Stop - 1966: Glaub An Mich / Stop - 1967: Lilly Belle / Love’s Morning Land - 1967: Mr. Strauss / Alle Analphabeten – auf die Plätze fertig los! (als Johnny Schilling) - 1968: Yummy, Yummy, Yummy / Make Me Your Baby - 1968: Cinnamon / Reesy-Beesy - 1968: Moody Trudy / Stop (Alternative Version) - 1969: Luky, Luky [Looky, Looky] / Senza Te, Senza Me [Happy Birthday] (als George) - 1969: Looky, Looky / Happy Birthday - 1969: Aquarius (Let The Sunshine In) / Gimme, Gimme Good Lovin - 1969: Máh-Ná-Máh-Ná / Doo-Bee-Doo-Bee-Doo - 1970: Arizona Man / Sally Don’t You Cry - 1970: Arizona Man (Jerk) / So Young (Slow) - 1971: Underdog / Watch Your Step - 1971: Son Of My Father / I’m Free Now - 1971: Everybody Join Hands / London Traffic - 1972: Tu Sei Mio Padre [Son Of My Father] / Non Ci Sto [Underdog] - 1972: Son Of My Father / Underdog - 1972: Son Of My Father (Part 1) / Son Of My Father (Part 2) - 1972: Lord (Release Me) / Tears (als Children Of The Mission) - 1972: Today’s A Tomorrow (You Worried 'Bout Yesterday) / Pauline - 1972: Take It, Shake It, Break My Heart / Spanish Disaster - 1972: The Future Is Past / Blue Jean Girl - 1973: Lonely Lovers’ Symphony / Crippled Words - 1973: Heaven Helps the Man (Who Helps Himself) / Sandy - 1973: Hilf Dir Selbst / Geh Zu Ihm - 1974: Marrakesh / Nostalgie - 1974: Lie, Lie, Lie / Collico - 1975: Born To Die / Strongest Of The Strong (Giorgio’s Common Cause) - 1975: Bricks and Mortar / It’s a Shame - 1975: Rock Me to My Soul / Dark and Deep and Inbetween (Giorgio’s Common Cause) - 1975: Einzelgänger (als Einzelgänger) - 1975: Einzelgänger / Liebes Arie (als Einzelgänger) - 1976: Einzelgänger / Good Old Germany (als Einzelgänger) - 1976: Take Five / Enterprise (MLS / Musicland Set) - 1976: Knights In White Satin / I Wanna Funk with You Tonite - 1976: I Wanna Funk with You Tonite / Oh, L’Amour - 1977: Let the Music Play / Oh, L’Amour - 1977: From Here To Eternity / Too Hot To Handle - 1977: Utopia – Me Giorgio / Too Hot To Handle - 1977: Get On The Funk Train (part I) / Get On The Funk Train (part II) (als Munich Machine) - 1978: Chase (Part 1) / Chase (Part 2) - 1978: Love Is You / Love Trap (als The Beepers) - 1978: A Whiter Shade of Pale / It’s All Wrong (But It’s Alright) (als Munich Machine) - 1978: Love’s in You (Love’s in Me) / I Can’t Wait (mit Chris Bennett) - 1979: Party Light / Bolectro (als Munich Machine) - 1979: Baby Blue / If You Weren’t Afraid - 1979: If You Weren’t Afraid / E=MC2 - 1979: Baby Blue / E=MC2 - 1979: What A Night / What A Night (Short Version) | - 1979: What A Night / If You Weren’t Afraid - 1979: E=mc² / Oasis - 1980: Hollywood Dreams / Valley Of The Dolls - 1980: Call Me / Night Drive - 1980: Guerreros Del Espacio / Bolectro - 1980: Love and Passion / Hello Mr. W.A.M. - 1980: Night Drive / The Apartment - 1980: Baby Blue / Bahama Mama - 1980: Credo (I Need You) / Night Drive - 1980: What A Night / Baby Blue - 1980: I Wanna Rock You - 1983: Lady, Lady / Diamond Lizzy (als Giorgio Moroder & Joe Esposito) - 1983: Scarface (Push It To The Limit) / Tony’s Theme (als Giorgio Moroder & Paul Engemann) - 1984: Together In Electric Dreams / Together In Electric Dreams (Instrumental) (als Giorgio Moroder & Philip Oakey) - 1984: The Duel / Madeline’s Theme - 1984: Love Kills / Rotwang’s Party (Instrumental) (als Giorgio Moroder & Freddie Mercury) - 1984: Cage Of Freedom / Worker’s Dance (Instrumental) (als Giorgio Moroder & Jon Anderson) - 1984: Here She Comes / Obsession (Instrumental) (als Giorgio Moroder & Bonnie Tyler) - 1984: Now You’re Mine / Now You’re Mine (Instrumental) (als Giorgio Moroder & Helen Terry) - 1984: Reach Out / Reach Out (Instrumental) (als Giorgio Moroder & Paul Engemann) - 1984: American Dream / Too Hot To Touch (Instrumental) (als Giorgio Moroder & Paul Engemann) - 1985: Shannon’s Eyes / Shannon’s Eyes (Instrumental) (als Giorgio Moroder & Paul Engemann) - 1985: Night Time Is The Right Time / Baby Blue [1985 Remix] (als Giorgio Moroder & Edie Marlena) - 1985: Good-Bye Bad Times / Good-Bye Bad Times (Instrumental) (als Giorgio Moroder & Philip Oakey) - 1985: Be My Lover Now / Be My Lover Now (Instrumental) (als Giorgio Moroder & Philip Oakey) - 1985: A Love Affair / Show Me The Night (als Giorgio Moroder & Joe Esposito) - 1990: Dreams We Dream / The Neverending Story (als Giorgio Moroder & Joe Milner) - 1992: Carry On / Carry On (Instrumental) (als Giorgio Moroder & Donna Summer) - 1994: Evolution - 1997: Carry On ’97 (mit Donna Summer) - 2000: Never Ending Story - 2000: From Here to Eternity (vs. Danny Tenaglia) - 2001: Flashdance (What a Feeling) - 2004: Evolution / Get On Down (B-Seite von Jerome Isma-Ae & Woodboy) - 2011: The Chase 2011 (vs. Martin Brodin) - 2013: Racer - 2014: Utopia – Me Giorgio (The I-Robots Reconstructions) (vs. I-Robots) - 2014: Giorgio’s Theme - 2014: 74 Is the New 24 - 2015: Right Here, Right Now (feat. Kylie Minogue) - 2015: Déjà Vu (feat. Sia) - 2015: Tom’s Diner (feat. Britney Spears) - 2015: Willoughby (mit Bruce Sodano) - 2016: Good for Me (feat. Karen Harding) |

als Spinach (mit Michael Holm)
- 1970: America, America (Rhythm of Love)
- 1971: Action Man (Part 1) / Action Man (Part 2)
- 1972: (Sweet Sixteen) You Know What I Mean / Knockin’ on Your Door
- 1973: Looky Looky / I’m A Bum

Gastbeiträge
- 2013: Giorgio by Moroder (Daft Punk feat. Giorgio Moroder)
- 2015: Your Body (Kylie Minogue & Fernando Garibay feat. Giorgio Moroder)
- 2025: Big Sleep (The Weeknd feat. Giorgio Moroder)

## Werke (als Produzent)
- 1978: Midnight Express von Alan Parker mit Brad Davis, Randy Quaid
- 1978: Kampfstern Galactica – Music from Battlestar Galactica (Coverversion der Musik von Stu Phillips) – Casablanca Records 1978
- 1980: Foxes von Adrian Lyne mit Laura Dern, Jodie Foster
- 1980: American Gigolo von Paul Schrader mit Richard Gere, Lauren Hutton
- 1982: Katzenmenschen von Paul Schrader mit Nastassja Kinski, Malcolm McDowell
- 1983: Flashdance von Adrian Lyne mit Jennifer Beals, Michael Nouri
- 1983: Scarface von Brian De Palma mit Al Pacino, Michelle Pfeiffer
- 1984: Das Titellied The NeverEnding Story von Die unendliche Geschichte Teil 1, gesungen von Limahl
- 1984: Electric Dreams
- 1984: Metropolis von Fritz Lang (mit der Musik von Giorgio Moroder)
- 1986: Top Gun (das Lied Take My Breath Away mit Berlin)
- 1987: Over the Top
- 1990: Die unendliche Geschichte II – Auf der Suche nach Phantásien

Einzelne Songs oder Alben für
- María Conchita Alonso (Vamos a bailar)
- Adam Ant
- Pat Benatar (Here’s My Heart)
- Edoardo Bennato
- Berlin (Take My Breath Away)
- Big Trouble (Big Trouble, 1988)
- Blondie (Call Me)
- David Bowie
- Irene Cara
- Cher
- Cheap Trick
- Chicory Tip (Son of My Father 1972)
- Roger Daltrey
- Emmylou Harris
- Paul Robert Engemann (American Dream 1984)
- Falco meets Brigitte Nielsen (Body Next to Body 1987)
- Agnetha Fältskog (1968)
- France Gall
- Frida
- Uschi Glas
- Sammy Hagar
- Nina Hagen (Alben Angstlos und Fearless, 1984)
- Debbie Harry (Rush Rush 1983)
- Janet Jackson
- Japan (Life in Tokyo, 1979)
- Elton John
- Madleen Kane
- Chaka Khan
- Limahl
- Kenny Loggins (Danger Zone aus Top Gun, 1986)
- Freddie Mercury (Love Kills, 1984)
- Miami Sound Machine (Hot Summer Nights aus Top Gun, 1986)
- Gianna Nannini
- Graham Nash
- Nelson
- Philip Oakey (Together In Electric Dreams, 1984)
- Olivia Newton-John
- Mary Roos
- Sigue Sigue Sputnik
- Sparks
- Barbra Streisand
- Donna Summer
- The Three Degrees (New Dimensions, 1978), (3D, 1979)
- Bonnie Tyler
- Suzi Lane (Harmony, 1980)
- Google (Chrome Racer, 2013)
- Lulu Lewe (Crush on You, 2008)

## Auszeichnungen
- Oscar/Beste Filmmusik für Midnight Express 1979
- Bambi 1984, 1988
- Oscar/Bester Song 1983 für Flashdance … What a Feeling aus Flashdance
- Oscar/Bester Song 1987 für Take My Breath Away aus Top Gun
- Grammy Award 1998 für Carry On mit Donna Summer
- 2004 Aufnahme in die Dance Music Hall of Fame
- 2005 wurde Moroder vom italienischen Staatspräsidenten Carlo Azeglio Ciampi zum Commendatore im Verdienstorden der Italienischen Republik ernannt.
- Am 5. September 2010 wurde ihm der Große Verdienstorden des Landes Südtirol verliehen.